# Darkness (Band)
Darkness ist eine deutsche Thrash-Metal-Band aus Essen, Nordrhein-Westfalen, die im Jahr 1984 gegründet wurde und sich 1991 auflöste. 2004 wurde die Band unter dem Namen Eure Erben wiedervereint und ist inzwischen wieder als Darkness aktiv.

## Geschichte
Die Band wurde im Dezember 1984 nach einem Konzert von Destruction und Tormentor (später Kreator) gegründet. Die Gruppe bestand aus Schlagzeuger und Sänger Andreas „Lacky“/„Torturer“ Lakaw, Bassist Hartmut „Agony“ Schöner und Gitarrist Andreas „Skull“ Becker. Die Mitglieder begaben sich in die Zeche Carl und gründeten dort die Band und schrieben dort das erste Lied Armageddon. Kurze Zeit später kam als zweiter Gitarrist Uwe „Damager“ Christoffers zur Band. In dieser Besetzung nahm die Band ihr erstes Demo The Evil Curse auf. Kurz danach verließ Christopfers wieder die Band. Zu dritt folgte die nächste Demoaufnahme namens Titanic War. Daraufhin kam Sänger Oliver „Olli“/„Zeutan“ Fernickel zur Besetzung. Danach zerfiel die Band kurzzeitig. Als neue Mitglieder kamen Gitarrist Pierre Danielscyk und Bassist Bruno hinzu und nahmen das dritte Demo Spawn of the Dark One auf. Kurz darauf kam Arnd Klink als zweiter Gitarrist zur Band.
Im Jahr 1987 veröffentlichte die Band ihr Debütalbum Death Squad bei Tales of Thrash Records. 1988 folgte das zweite Album Defenders of Justice bei Scratch Records als CD und bei Tales of Thrash Records als LP. Das Album wurde im Jahr 1992 bei Polyband unter dem Namen Broken Heart und 2005 unter dem Namen Bloodbath bei Battle Cry Records wiederveröffentlicht. 1989 folge das letzte Album Conclusion & Revival, das über Hot Blood Records veröffentlicht wurde, bevor sich die Band auflöste. 2004 fanden Mitglieder der Band wieder zusammen und gründeten Eure Erben. Die Band spielt Lieder von Darkness, meist auf Deutsch, sowie neue Kompositionen. 2005 wurden die drei Alben Death Squad, Defenders of Justice und Conclusion & Revival wiederveröffentlicht. Zudem erschien das Live-Album Bocholt Live Squad, das eine Konzertaufnahme vom 17. Mai 1987 enthält. Die Kompilation The Demos aus dem Jahr 2008 enthält auch eine Live-Aufnahme vom Keep It True aus dem Jahr 2006.

## Stil
Das Debüt der Band, Death Squad, ist typisch für alten deutschen Thrash Metal. Sie gehörte nicht zu den lärmigsten Bands ihrer Zeit, sondern spielte „sehr schnellen, dennoch verständlichen Thrash mit ein paar Andeutungen von Originalität und ziemlich einprägsamen Riffs“. Darkness’ Stil war jedoch noch nicht voll entwickelt, einige Stücke „klingen ziemlich generisch“. Während ihr zweites Album Defenders of Justice einen eigenen Stil hatte, klang Conclusion & Revival „gewöhnlicher und weniger inspiriert“ als ihre vorigen Werke.

## Diskografie
als Darkness
- 1985: The Evil Curse (Demo, Eigenveröffentlichung)
- 1985: Iron Force (Demo, Eigenveröffentlichung)
- 1986: Attack the Mephisto (Demo, Eigenveröffentlichung)
- 1986: Titanic War (Demo, Eigenveröffentlichung)
- 1986: Spawn of the Dark One (Demo, Eigenveröffentlichung)
- 1987: Death Squad (Album, Tales of Thrash Records)
- 1987: Promo Tape (Demo, Eigenveröffentlichung)
- 1987: Cleans Pforzheim (Demo, Eigenveröffentlichung)
- 1988: Defenders of Justice (Album, Scratch Records (CD), Tales of Thrash Records (LP))
- 1989: Conclusion & Revival (Album, Hot Blood Records)
- 1989: Spawn of the Last One (Demo, Eigenveröffentlichung)
- 1992: Broken Heart (Wiederveröffentlichung von Defenders of Justice, Polyband)
- 2005: Bloodbath (Wiederveröffentlichung von Defenders of Justice, Battle Cry Records)
- 2005: Bocholt Live Squad (Live-Album, Battle Cry Records)
- 2008: The Demos (Kompilation, High Roller Records)
- 2015: Thrash till Death (Kompilation, High Roller Records)
- 2016: The Gasoline Solution (Album, High Roller Records)
- 2018: First Class Violence (Album, Massacre Records)
- 2020: Over and Out (Album, Massacre Records)
- 2024: Blood on Canvas (Album, Massacre Records)

als Eure Erben
- 2006: Eure Erben (EP, Eigenveröffentlichung)
- 2007: Eure Fäuste (EP, Eigenveröffentlichung)
- 2010: Terror 2.0 (Album, Eigenveröffentlichung)